# ケーリュケイオン

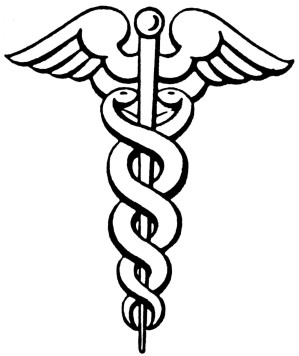
カードゥーケウス

ケーリュケイオン（古代ギリシア語: κηρύκειον, kērukeion）またはケリュケイオン、カードゥーケウス（cādūceus）, 「伝令使の杖」の意）、カドゥケウスとは「聖なる力を伝える者が携える呪力を持った杖」、ヘルメースの杖とされており、この杖が象徴するものは平和・医術・医学・医師・商業・発明・雄弁・旅・錬金術など。しばしば「杖にからむ蛇」として表される螺旋（らせん）は生命力や権威などを象徴しており、「ギリシアの医療神アスクレピオスのもつ杖や，ヘルメース神の持物のカードゥーケウスにおける二重の蛇の螺旋は，いずれも超自然的な力を示す」とされる。ヘルメース（ヘルメース・トリスメギストス）は科学の神、あらゆる学芸や医学の神とされており、カードゥーケウスの持ち主はキューピッドや天使としても描かれる。
カードゥーケウスの図像は、現代では商業や交通のシンボルとして利用されることが多い。

## 概要
カードゥーケウスというラテン語はギリシア語の「伝令」（カリュクス karyx）から派生したと推測され、王権の象徴「笏杖」（しゃくじょう）のように所持者を守る力があるという。その多くは、大地の力を象徴する二匹の蛇が棒を這い上がる形になっている。『世界大百科事典』の「カドゥケウス」の項目によると、ギリシア神話の医神アスクレーピオスが持つ蛇の絡んだ杖は「大地的治癒力」を伝える他、最も著名なカードゥーケウスはヘルメースの持物とされており、ヘルメースはこれを印として冥界・地上世界・天界を往復するという。
本来のカードゥーケウスは、先端から伸びた二本の小枝が本体に絡む木の枝であり、水脈を探す「占い棒」（ダウジング）に近かったと見られる。後に、小枝は蛇の形へと変わった。ヘルメースがヘルメース・トリスメギストス（至高者ヘルメース）と見なされるようになると、カードゥーケウスは完全性を作る力の象徴ともなった。カードゥーケウスにまつわる超越的な力は、対立物（天と地・太陽と月・男性と女性・硫黄と水銀など）を統合して、完全性（を象徴する黄金）を作るとされる。
その他
カードゥーケウス（ギリシア語のケーリュケイオン、伝令使の杖）はギリシア神話のヘルメース神の携える杖であるが、一般的に使者が手にする杖でもあり、例えばヘーラーの使者であるイーリスも同じ杖を持っていた。2匹の蛇が巻きついた短い杖であり、時には双翼を上部に戴いている。古代ローマの図像表現では、神々の使者であり、死者の導き手にして商人・羊飼い・博打打ち・嘘つき・盗人の守護者であるメルクリウスが左手に持っている様が描かれることが多かった。
象徴物としてヘルメース（または古代ローマのメルクリウス）を表しており、その延長で、その神と結びつけて考えられる商売や職業や事業を象徴する。古代後期にはカードゥーケウスは水星を表す惑星記号の基になった。そしてそれは、占星術と錬金術におけるその用法を通じて、同名の金属元素（メルクリウス＝水銀）を表すようになった。この棒は眠っている人を目覚めさせ、目覚めている人を眠りにいざなうと言われる。死にゆく人に用いれば穏やかになり、死せる人に用いれば生き返るという魔法の杖である。
メルクリウスおよびヘルメースとの結びつきの延長で、カードゥーケウスは現代では、釣り合いのとれたやり取りや互恵関係が理想とされる二つの領野である商取引と交渉とを表す、一般に認められたシンボルでもある。メルクリウスと商業との結びつきは古くからのものであり、古典古代から現代まで一貫している。カードゥーケウスは印刷を表すシンボルとしても用いられるが、やはりメルクリウスの属性（この場合は執筆と雄弁）の延長によるものである。
カードゥーケウスは医術の伝統的なシンボルであるアスクレーピオスの杖と混同されるため、特に北米では、保健医療団体や医業のシンボルとして用いられることが多い。しかしアスクレーピオスの杖の方は蛇は一匹だけで、翼が描かれることはない。

## 神話
ヘルメースの黄金杖 (χρυσόρραπις) は葦笛と引き換えに、あるいは友好のしるしとしてアポローンからもらった黄金造りの牛追い棒（または小枝）だという神話があり、『ホメーロス風讃歌』の第四番ヘルメース讃歌に謡われている。

## 文化史・医療科学史
ヘルメースまたはメルクリウスは「科学・弁舌などの神」、「神々の使者」、「商業・盗賊・雄弁・科学の神」などとされており、また彼が司るものは「学術」・「発明」・「体育」・「旅人」・「羊の群れ」・「死者の魂」などであるという。アスクレーピオスの杖に比べてカードゥーケウス（ヘルメースの杖）は「より商業的な紋章」（”the more mercantile coat of arms”）だとされるが、この二つの杖は何世紀にもわたって混同されてきた。また紀元前3世紀～後3世紀頃の『アスクレーピオス』は、ヘルメースの教えという形式で書かれている。
文学や芸術ではヘルメースだけでなくキューピッド（クピードー）もカードゥーケウスを持っており、そこに見られるのはギリシア神話、キリスト教、新プラトン主義的な考え方などである。天使（大天使ラファエルなど）も、カードゥーケウスを持つ姿が描写されてきた。
比較神話学者ジョーゼフ・キャンベルの学術書によると、ヘルメースが複数の神々と同一視されるようになったきっかけはヘレニズム時代（およそ紀元前323年～紀元前31年頃）であり、ヘルメースは「至高の者」（トリスメギストス）、つまりヘルメース・トリスメギストスと見なされるようになった。それ以来ヘルメースはあらゆる学芸の庇護者にして教師であり、古代的な通過儀礼の支配者であり、「聖なる救済者の化身」（"the incarnations of divine saviors"）でもあると信じられるようになった。ヘルメースは両性具有の神・超性や親子神（母子神）とも関連付けられており、例えば『ギリシア詞華集（Anthologia Graeca ad Fidem Codices）』II巻では以下の記述がある。
医学博士・医学史学者ウォルター・J・フリードランダーの学術書によると、古来のヘルメース自身と医学との繋がりは、さほど強くなかった。その繋がりを強化したのがヘレニズム時代であると言うフリードランダーは、以下の通り記している。
医学と「（ヘルメース）トート」の間には非常に明確な繋がりがあり、この神は後に「ヘルメース・トリスメギストス」として知られるようになった。
（"there are very definite connections between medicine and (Hermes)-Thoth, who later became known as Hermes Trismegistus".）

百科事典によると、ヘルメース・トリスメギストスは全ての学芸・技術・魔術・秘教などの始祖とされる神であり、その実在と教えはキリスト教教父からも信じられていた。中世ヨーロッパでは、哲学的なヘルメース主義（ヘルメース思想）が医学的伝統・錬金術・占星術などと合わさり、普及していった。ヘルメース文書の中には、ギリシアの医神の名を題名とした著作『アスクレピオス』があり、「とくに『アスクレピオス』のラテン語訳はヨーロッパ中世を通じて影響を残した」。15世紀では、ヘルメース主義の影響が医者たちにも大きく及んでいた（パラケルススやJ.B.vanヘルモントなどの医化学派）。医学史学者ジョール・R・シャッケルフォードの学術書によると17世紀初期でも、「パラケルスス視点」（"the Paracelsian point of view"）が医学生たちから「ヘルメース医学」（"Hermetic medicine"）と時々呼ばれていた。
臨床精神医学者ドン・R・リプシットの学術論文によれば、アスクレーピオスの杖ともカードゥーケウスとも判別しにくい杖によって、医学は両義的に象徴されてきた。そこにおける、二元論的でありながら紛らわしい観点は、医者を聖人・救い主のようにも詐欺師・犯罪者のようにも扱ってきた。リプシットは結論部分で
ヘルメースによって予防接種された人々はとりわけ、自らの振る舞いを自己監視〔セルフモニタリング〕する必要がある。医学における有害な眩惑の罠に陥らないために。
（"Those inoculated by Hermes especially need to selfmonitor their behavior lest they fall into the trap of harmful deception in medicine".）

と記している。

## 日本
日本ではカードゥーケウスの翼や蛇や杖のデザインが伝統ある商業教育機関の校章に採用されていることがある。ベルギーのアンヴェルス高等商業学校に範を取って一橋大学に導入されたのが最初で、以後全国に広まった。
また、スポーツ用品メーカーのアシックスが、陸上競技および長距離種目、マラソンや駅伝用ブランド GONA にデザインとして採用していた時期がある。

## 類似のシンボル
世界保健機関を始め世界各国の医療機関で用いられている、医の紋章である「アスクレーピオスの杖」は本来ヘビが1匹の意匠。しかし、2匹の蛇が巻きつく杖のシンボルが「medical caduceus」という名で、欧米の医療機関の標章として、また、軍隊では医療部隊章として、広く用いられている。

## 符号位置
| 記号 | Unicode | JIS X 0213 | 文字参照         | 名称            |
| ---- | ------- | ---------- | ---------------- | --------------- |
| ☤    | U+2624  | -          | &#x2624; &#9764; | CADUCEUS        |
| ⚚    | U+269A  | -          | &#x269A; &#9882; | STAFF OF HERMES |